# Erich Brautlacht
Erich Brautlacht (* 5. August 1902 in Rheinberg; † 30. Dezember 1957 in Kleve) war ein deutscher Jurist und Schriftsteller.

## Leben
Erich Brautlacht studierte Jura an den Universitäten in Münster, München und Tübingen und promovierte zum Doktor der Rechte. Nach einer Zeit als Gerichtsreferendar in Rheinberg war er von 1929 bis 1934 Richter am Landgericht in Duisburg und von 1934 bis 1953 am Landgericht in Kleve. 1953 erfolgte die Beförderung zum Amtsgerichtsdirektor in Kleve.
Erich Brautlacht verfasste neben seiner juristischen Tätigkeit humorvolle Erzählungen und Romane, häufig idyllischen Charakters, zu Themen aus seiner niederrheinischen Heimat. 

## Werke
- Der Werkstudent, M.Gladbach 1924
- Einsaat, Berlin 1933
- Die Pöppelswycker, Berlin 1934
- Das Testament einer Liebe, Berlin 1936
- Kalkar, Kleve 1937 (zusammen mit Josef Stapper)
- Magda und Michael, München 1937
- Meister Schure, München 1939
- Land am Niederrhein, Königstein [u. a.] 1941
- Der Spiegel der Gerechtigkeit, München 1942
- Die Tafelrunde, Bayreuth 1942
- Der Wettkampf, Stuttgart 1942
- Ignoto, Kempen 1947
- Die Entführung, München 1949
- Der Sohn, München 1949
- Das Beichtgeheimnis, Hamburg [u. a.] 1956
- Versuchung in Indien, Hamburg [u. a.] 1958
- Der Bältermann, Essen 1962

## Hörspiele
- 1953: Das Gericht zieht sich zur Beratung zurück (Folge: Das Abschiedsmahl) – Regie: Gerd Fricke
- 1954: Das Gericht zieht sich zur Beratung zurück (Folge: Männertreu postlagernd) – Regie Gerd Fricke
- 1954: Das Gericht zieht sich zur Beratung zurück (Folge: Die verhängnisvollen Strahlen) – Regie: Gerd Fricke
- 1954: Das Gericht zieht sich zur Beratung zurück (Folge: Kuppelei) – Regie: Gerd Fricke
- 1955: Das Gericht zieht sich zur Beratung zurück (Folge: Die vertauschte Blutprobe) – Regie: Gerd Fricke

Alle Folgen dieser Sendereihe wurden vom NWDR Hamburg produziert.

## Herausgeberschaft
- Der Pitaval, Schloß Bleckede a.d. Elbe 1949
- Georg Müller: Das Recht in Goethes Faust, Köln [u. a.] 1957